# Premio Nacional de Mérito Deportivo (México)
El Premio Nacional de Mérito Deportivo, es una distinción otorgada por el gobierno federal mexicano a través de Comisión Nacional de Cultura Física y Deporte (CONADE) de la Secretaría de Educación Pública prevista en la Ley de Premios, Estímulos y Recompensas Civiles. A diferencia del Premio Nacional de Deportes se otorga a un solo deportista con una actuación y trayectoria destacada en el deporte mexicano y a quienes fomentan, protegen o impulsan la práctica de los deportes.

## Premiación
El premio consiste en una medalla de oro, una roseta (listón), un diploma firmado por el Presidente de México y una cantidad de dinero determinada por la CONADE, esto último salvo en el caso de promotores deportivos. La selección se realiza previa convocatoria pública tras la cual se puede proponer la candidatura de deportistas y promotores para su registro. Este premio solo puede ser concedido a personas con la nacionalidad mexicana. La calificación se lleva a cabo por el mismo grupo de jueces que entregan el Premio Nacional de Deportes, conformado por representantes de las autoridades deportivas de México, Comités Olímpicos, ex galardonados por el mismo premio, medallistas olímpicos y medios de comunicación. Es entregado de manos del Presidente de la República en ceremonia pública celebrada el primero domingo del mes de diciembre. En 2012 el premio se dividió en las siguientes modalidades:
1. Por actuación y trayectoria destacada en el deporte mexicano, y
2. Por el fomento, la protección o el impulso de la práctica de los deportes.